# Cercospora setariae
Cercospora setariae är en svampart som beskrevs av G.F. Atk. 1892. Cercospora setariae ingår i släktet Cercospora och familjen Mycosphaerellaceae.   Inga underarter finns listade i Catalogue of Life.